# Martijn Buijsse
M.R.G. (Martijn) Buijsse (Oostburg, 21 september 1981) is een Nederlands politicus. Namens de VVD is hij sinds 4 juli 2024 lid van de Tweede Kamer der Staten-Generaal. Daarvoor was hij van 17 mei 2018 tot 12 mei 2022 wethouder in Boekel en van 12 juli 2022 tot 4 juli 2024 hetzelfde in Bergen (Limburg). Ook was hij van 29 maart tot 17 mei 2018 VVD-fractievoorzitter in de gemeenteraad van Boekel.
Hij studeerde onder meer aan de Wageningen Universiteit en was werkzaam in beleidsmatige functies op landbouwkundig terrein.
In 2023 stond hij op plek 28 van de VVD-lijst voor de Tweede Kamer. Eerder stond hij in 2021 op plek 53 van de VVD-lijst.
Thierry Aartsen · Bente Becker · Harry Bevers · Martijn Buijsse · Eric van der Burg · Thom van Campen · Rosemarijn Dral · Wendy van Eijk-Nagel · Ulysse Ellian · Silvio Erkens · Peter de Groot · Jacqueline van den Hil · Roelien Kamminga · Arend Kisteman · Daan de Kort · Claire Martens · Wim Meulenkamp · Ingrid Michon-Derkzen · Queeny Rajkowski · Judith Tielen · Hester Veltman-Kamp · Aukje de Vries · Christianne van der Wal · Dilan Yeşilgöz
- Parlement.com: vm6mb1ranii0